# The Box (film 1967)
The Box è un cortometraggio d'animazione del 1967, diretto e prodotto da Fred Wolf.
Uscito vincitore dalla 40ª edizione della cerimonia di premiazione degli Oscar all'interno della categoria miglior cortometraggio d'animazione, nella quale concorse insieme Hypothèse Beta di Jean-Charles Meunier e What on Earth! di Les Drew e Kaj Pindal.
All'epoca della realizzazione di The Box, Fred Wolf era poco più che un esordiente, un regista alle prime armi: prima del corto, infatti, nel suo curriculum si segnalava unicamente la regia di The Bird (1964), un corto prodotto insieme all'amico e collega Jimmy T. Murakami, socio del piccolo studio di produzione Murakami-Wolf Productions.